# Тримборн, Курт
Фридрих Курт Роберт Тримборн (нем. Friedrich Curt Robert Trimborn; 27 ноября 1903, Бармен, Германская империя — 14 декабря 1978, Вупперталь, ФРГ) — оберштурмфюрер СС, командир части зондеркоманды 10а в составе айнзацгруппы D, комиссар уголовной полиции. После окончания войны предстал перед судом в Мюнхене и был осуждён за военные преступления, совершённые на оккупированной территории СССР.

## Биография
Курт Тримборн родился 27 ноября 1903 года в семье Роберта и Хедвиг Тримборн. Его отец работал налоговым консультантом. Курт Тримборн четыре года ходил в народную школу, затем посещал гимназию и один год обучался в коммерческом училище. Тримборн лишился работы после того как фирма, в которой он работал, обанкротилась.
В 1923 году вступил в Штурмовые отряды (СА). В 1928 году перешёл из СА в ряды СС (№ 2558). 1 декабря 1929 года вступил в НСДАП (билет № 175815). В 1933 году устроился на работу фельдъегерем в военную полицию Вупперталя. С 1935 года работал в уголовной полиции. В 1938 году после сдачи экзамена в школе полиции безопасности в Берлине был переведён на работу в Цвайбрюккен. В последующие годы Тримборн возглавлял уголовную полицию в Золингене и работал в отделениях уголовной полиции в Реклингхаузене и Боттропе.
Осенью 1941 года из Берлина был переведён на оккупированную территорию Советского Союза. В октябре 1941 года был зачислен в зондеркоманду 10а в составе айнзацгруппы D. 26 октября 1941 года Тримборн принимал участие в расстреле 1500 евреев в Таганроге. Казнью еврейского населения в Петрушинской балке руководил командир зондеркоманды 10а Гейнц Зетцен, а Тримборн приводил группы казнённых к оврагу, где производился расстрел, отдавал приказ вести огонь и производил контрольные выстрелы. С июля 1942 по январь 1943 года возглавлял часть этого подразделения, которая действовала в Ейске. 9 и 10 октября 1942 года Тримборн участвовал в уничтожении 214 душевнобольных детей в детском доме Ейска. Весной 1943 года вернулся в Берлин и в апреле возглавил уголовную инспекцию Берлина. В январе 1945 года был призван в вермахт.
14 мая 1945 года был арестован сотрудникам НКВД в районе Бранденбурга. Тримборн был доставлен в специальную тюрьму в Лихтенберге, затем его отправили в спецлагерь Кетшендорф, а в последующие месяцы он содержался в спецлагере № 6 во Франкфурте-на-Одере, а затем в Ямлице. В апреле 1947 года был переведён в спецлагерь Мюльберг, а затем в Бухенвальд. В январе 1950 года был передан властям ГДР. 17 мая 1950 года на Вальдхаймском процессе земельным судом Хемница был приговорён к пожизненному заключению в каторжной тюрьме за принадлежность к преступной организации (СС). В 1952 году приговор был сокращён до 20 лет заключения. 28 апреля 1956 года был помилован и освобождён из Бранденбургской тюрьмы.
После освобождения Тримборн переехал в ФРГ. В 1958 году он предпринял неудачную попытку устроиться на работу в полицию. В дальнейшем зарабатывал трудом неквалифицированного рабочего. В 1965 году стал работником на предприятии.
В январе 1965 года из СССР в ФРГ были переданы материалы о преступлениях зондеркоманды 10а, в которой состоял Тримборн. 6 февраля 1968 года окружной суд Мюнхена выписал ордер на арест Тримборна, и 25 октября 1968 года он был арестован, однако в сентябре 1970 года был освобождён из следственного изолятора.
Евреев вели, а в некоторых случаях подгоняли, толкали, возможно, даже били. До нормального построения дело не дошло, так как сразу же произошел треск... Убитые падали сверху на тех, кто уже был убит. Мужчин, женщин и детей расстреливали без разбора. Это было ужасно. Казнь продолжалась до полудня... Я знаю, что после этого я был совершенно измотан.Показания Курта Тримборна в 1972 году на суде о массовых убийствах в Таганроге
В июле 1972 года в Мюнхене над ним и двумя другими служащими зондеркоманды 10a состоялся судебный процесс. 14 июля 1972 года Тримборн за участие в массовых убийствах в Ейске и Таганроге был приговорён к 4 годам лишения свободы. Уже через три дня он был условно освобождён. 18 сентября 1973 года федеральный верховный суд ФРГ утвердил приговор, и он вступил в законную силу. 16 января 1974 года начал отбывать наказание и 29 октября того же года был условно-досрочно освобождён. 14 декабря 1978 года скончался в своей квартире в Вуппертале.